# Czerwonka-Gozdów
Czerwonka-Gozdów – wieś w Polsce położona w województwie lubelskim, w powiecie lubartowskim, w gminie Firlej.
| SIMC    | Nazwa          | Rodzaj    |
| ------- | -------------- | --------- |
| 0380528 | Czerwonka Mała | część wsi |

W latach 1975–1998 miejscowość administracyjnie należała do województwa lubelskiego.
Wieś stanowi sołectwo gminy Firlej. Według Narodowego Spisu Powszechnego (III 2011 r.) wieś liczyła 186 mieszkańców.
Wierni Kościoła rzymskokatolickiego należą do parafii Przemienienia Pańskiego w Firleju.